# NGC 6731
NGC 6731 — группа звёзд в созвездии Лира.
Этот объект входит в число перечисленных в оригинальной редакции «Нового общего каталога».